# Rasclet emmascarat
El rasclet emmascarat (Amaurornis cinerea) és una espècie d'ocell de la família dels ràl·lids (Rallidae) que habita pantans i vegetació de ribera amb vegetació flotant a la Península Malaia, illes de la Sonda, Filipines, Carolines, Palau, Sulawesi i petites illes d'al voltant, Moluques, Nova Guinea, arxipèlag D'Entrecasteaux, arxipèlag de Bismarck, illes Salomó, Vanuatu, Nova Caledònia, Fiji, Samoa, i nord d'Austràlia.

## Taxonomia
Classificat tradicionalment al gènere Porzana, va ser traslladat a Amaurornis, arran Slikas et al. 2002 i en època més propera al monotípic gènere Poliolimnas Sharpe, 1893 arran Garcia-R et al. 2020